# Theodor Toeche
Christian Siegfried Theodor Toeche, auch Theodor Toeche-Mittler, (* 8. September 1837 in Berlin; † 24. November 1919 ebenda) war ein deutscher Historiker, Buchhändler und Verleger.

## Leben
Er war ein Sohn des Geheimen Hofrats Franz Heinrich Theodor Toeche und dessen Ehefrau Johanna Sophie Ernestine Mittler sowie Enkel des Verlegers Ernst Siegfried Mittler. Er hatte zwei jüngere Brüder, den Verleger Ernst Toeche und Paul Toeche (1841–1916), Inhaber der Kieler Universitätsbuchhandlung und Hofbuchhändler des Prinzen Heinrich von Preußen.
Toeche besuchte das Friedrich-Wilhelms-Gymnasium in seiner Geburtsstadt Berlin. Danach studierte er in Heidelberg, München und Berlin. 1860 promovierte er in Berlin zum Dr. phil. (Dissertation: De Henrico VI Romanorum imperatore, Normannorum regnum sibi vindicante). Toeche war ab 1862 Gesellschafter im angesehenen Verlag E. S. Mittler & Sohn in Berlin und trat dort die Nachfolge seines Großvaters als Inhaber des Verlages an. 1869 heiratete er Elisabeth von Albedyll, Tochter eines Rittergutbesitzers aus Liebenow. Konrad Toeche-Mittler (1869–1954) war einer seiner Söhne und sein Nachfolger als Verlagschef. 
Toeche hatte den Titel eines königlichen Hofbuchdruckers und Hofbuchhändlers. 
In der Reihe Jahrbücher der Deutschen Geschichte gab er 1867 den Band Kaiser Heinrich VI. heraus.
Sein Verlag hatte beste Beziehungen zum Königs- bzw. Kaiserhaus und den herrschenden Kreisen in Berlin. Von 1872 bis 1881 gaben sie die zwanzigbändige Geschichte des Deutsch-Französischen Kriegs von 1870/71 des preußischen Generalstabs unter Helmuth von Moltke heraus. 1896 gab Toeche-Mittler in seinem Verlag ein Buch über die Kaiserproklamation von 1871 in Versailles heraus mit Verzeichnis der Teilnehmer. 1889 verfasste er die Chronik des Verlags zum 100-jährigen Bestehen.
Er war Freimaurer.